# مدل کنار صندلی حصیری
مدل کنار صندلی حصیری (به انگلیسی: Model by the Wicker Chair) یک نقاشی است که توسط ادوارد مونک، نقاش نروژی بین سال‌های ۱۹۱۹ تا ۱۹۲۱ کشیده شده‌است و هم‌اکنون در موزه مونک نگهداری می‌شود.
نسخه دیگری از این نقاشی در موزه کلان‌شهری هنر از سال ۱۹۴۴ در نیویورک نگهداری می‌شود.
این نقاشی یک مدل زن برهنه را با موهای بلند و مشکی در کنار یک صندلی حصیری نشان می‌دهد.